# Државни архив Северне Македоније
Државни архив Северне Македоније (ДАСМ) формиран је 1951. године као Државни архив Републике Македоније. Од 1926. до 1941. године, архив је био у саставу Државног архива Србије у Београду. 
Централни комитет Комунистичке партије Македоније је 1949. године формирао Историјски архив чији је задатак био да прикупља и обогаћује архивски и мемоарски материјал повезан са радничким покретом - Народно-ослободилачким ратом и Комунистичком партијом Македоније. Ови материјали данас се налазе у Државном архиву Северне Македоније.
Када је формиран Државни архив, одмах се почело радити на стварању мреже архива у Македонији. Од 1990. године, до тада самосталне архивске установе у Македонији, улазе у састав Државног архива, као подручне јединице, и то у градовима: Битољ, Куманово, Охрид, Прилеп, Скопље, Струмица, Тетово, Велес и Штип.
У свом саставу, Државни архив Македоније има лабораторију за конзервацију и рестаурацију и лабораторију за микрофилмовање.
Нова наменска зграда је у употреби од 1969. године, а канцеларије Архива се данас налазе у центру Скопља, у згради у којој се налазе и Археолошки музеј и Јавно обинитељство.

## Галерија
- Археолошки музеј
- Трг испред Државног архива Северне Македоније
- Зграда у којој су смештени Државни архив, Археолошки музеј и Уставни суд